# Posun času
Posunem času se rozumí změna času při přechodu na letní nebo zimní čas nebo zpět na standardní čas ve státech, kde je letní nebo zimní čas zaveden. 
Podobný termín časový posun se používá pro změnu času při pohybu z jednoho časového pásma do jiného, s čímž souvisí riziko vzniku pásmové nemoci (jet lag).